# Акбасар
Акбасар (баш. Аҡбаҫар) — деревня в Белебеевском районе Республики Башкортостан Российской Федерации. Входит в состав Метевбашевского сельсовета. Живут татары, башкиры (2002). В 2019 году Акбасару исполнилось 100 лет.

## Топоним
С 1950‑х гг. современное название, сменившее Метев-Акбасарово.

## География
Стоит на реке Метев.
В деревне одна улица — Центральная.

### Географическое положение
Расстояние до:
- районного центра (Белебей): 26 км,
- центра сельсовета (Метевбаш): 4 км,
- ближайшей ж/д станции (Аксаково): 42 км.

## История
Основана в 1919—20 годах на территории Белебеевского уезда Уфимской губернии жителями д. Метевтамак того же уезда под названием Метев-Акбасарово.
Имел статус посёлка. 

## Население
| 2002 | 2009 | 2010 |
| ---- | ---- | ---- |
| 131  | ↗140 | ↗149 |

### Историческая численность населения
В 1920 году — 505  человек; 1939 — 520; 1959 — 441; 1989 — 167; 2002 — 131; 2010 — 149. 

### Национальный состав
Согласно переписи 2002 года, преобладающие национальности — татары (97 %).

## Известные уроженцы, жители
- Хабибуллин, Зайтуляк Амирович (1939, п. Атбасар — 1999, Уфа), горный инженер. Доктор технических наук (1988), профессор (1990). Почетный нефтяник РФ (1998).

## Инфраструктура
Личное подсобное хозяйство с зоной сельскохозяйственного использования, индивидуальная застройка усадебного типа.
Основа экономики — сельское хозяйство.

## Транспорт
Деревня доступна автотранспортом. Просёлочные дороги в сёла Метевтамак и Метевбаш.